# Alstead
Alstead és una població dels Estats Units a l'estat de Nou Hampshire. Segons el cens del 2000 tenia 1.944 habitants.

## Demografia
Segons el cens del 2000, Alstead tenia 1.944 habitants, 771 habitatges, i 534 famílies. La densitat de població era de 19,3 habitants per km².
Dels 771 habitatges en un 33,6% hi vivien nens de menys de 18 anys, en un 56,7% hi vivien parelles casades, en un 8,9% dones solteres, i en un 30,7% no eren unitats familiars. En el 24,5% dels habitatges hi vivien persones soles el 8% de les quals corresponia a persones de 65 anys o més que vivien soles. El nombre mitjà de persones vivint en cada habitatge era de 2,51 i el nombre mitjà de persones que vivien en cada família era de 2,99.
Per edats la població es repartia de la següent manera: un 26% tenia menys de 18 anys, un 6,1% entre 18 i 24, un 28,5% entre 25 i 44, un 26,7% de 45 a 60 i un 12,7% 65 anys o més.
L'edat mediana era de 40 anys. Per cada 100 dones de 18 o més anys hi havia 98,2 homes.
La renda mediana per habitatge era de 43.191$ i la renda mediana per família de 47.311$. Els homes tenien una renda mediana de 35.481$ mentre que les dones 23.785$. La renda per capita de la població era de 20.444$. Entorn del 3,5% de les famílies i el 7,9% de la població estaven per davall del llindar de pobresa.